# Уругвај на Светском првенству у атлетици у дворани 2022.
Уругвај је учествовао на 18. Светском првенству у атлетици у дворани 2022. одржаном у Београду од 18. до 20. марта тринаести пут. Репрезентацију Уругваја представљао је један атлетичар, који се такмичио у скоку удаљ.,
На овом првенству такмичар из Уругваја није освојио ниједну медаљу.
У табели успешности према броју и пласману такмичара који су учествовали у финалним такмичењима (првих 8 такмичара) Уругвај је са 1 учесником у финалу делио 41. место са 3 бода.
| Пл.  | Земља | 1. место | 2. место | 3. место | 4. место | 5. место | 6. место | 7. место | 8. место | Бр. фин. | Бод. |
| ---- | ----- | -------- | -------- | -------- | -------- | -------- | -------- | -------- | -------- | -------- | ---- |
| =22. | Куба  | 0        | 0        | 0        | 0        | 0        | 1        | 0        | 0        | 1        | 3    |

## Учесници
Мушкарци:
- Емилијано Ласа — Скок удаљ

## Резултати

### Мушкарци
| Атлетичар      | Дисциплина | Лични рекорд | Финале   | Финале | Детаљи |
| Атлетичар      | Дисциплина | Лични рекорд | Резултат | Место  | Детаљи |
| -------------- | ---------- | ------------ | -------- | ------ | ------ |
| Емилијано Ласа | Скок удаљ  | 8,26 о       | 7,99     | 6 / 14 |        |